# Огдън
Огдън (на английски: Ogden) е град в окръг Уебър, щата Юта, САЩ. Огдън е с население от 81 605 жители (2005) и обща площ от 69 km². Намира се на 1310 m надморска височина. ZIP кодът му е 84405, а телефонният му код е 385, 801.